# العلاقات الأمريكية اللبنانية
العلاقات الأمريكية اللبنانية، هي العلاقات الثنائية بين لبنان والولايات المتحدة.
تدخل العلاقات اللبنانية-الأميركية في إطار علاقات الدول الكبرى مع دول صغرى في منطقة لها فيها الدول الكبرى مصالح حيوية ذات أبعاد إستراتيجية. ويعود الاهتمام الأميركي بلبنان في مرحلة الحرب الباردة إلى أسباب ثلاثة: أولا، لأن الولايات المتحدة دولة عظمى تتزاحم مع الاتحاد السوفيتي على بسط نفوذها السياسي والعسكري والاقتصادي في مختلف مناطق العالم، ومنها منطقة الشرق الأوسط حيث يقع لبنان. ثانيا، لأن الحروب التي كانت دائرة على أرض لبنان في مرحلة سابقة كانت لها امتدادات إقليمية تتخطى الواقع اللبناني لتطال النزاعات الإقليمية التي تؤثر بدورها على مسار سياسة واشنطن في المنطقة. أما السبب الثالث فيرتبط بالعلاقات الثنائية بين لبنان وأميركا، وتحديداً بمصالح واشنطن في لبنان وبالدور الذي يمكن أن يلعبه لبنان في محيطه الإقليمي والذي يتلاقى مع توجهات السياسة الأميركية في المنطقة.

## التاريخ

### 1958 – 1975
المراحل التي مرت بها السياسة الأميركية تجاه المنطقة قابلتها مراحل موازية مرت بها العلاقات اللبنانية-الأميركية عكست بدورها، انحسارا متزايدا في دور لبنان في نظامه الإقليمي، وبالتالي، في أهميته الاستراتيجية بالنسبة إلى الدول الكبرى وفي مقدمها الولايات المتحدة الأميركية. عوامل عدة ساهمت في تقليص دور لبنان في محيطه الإقليمي وفي وضعه على هامش اهتمامات الدول الكبرى، ذلك أن، مقارنة سريعة بين لبنان الخمسينات ولبنان السبعينات تظهر التفاوت الكبير بين دور لبنان في سياسة المحاور خلال أزمة 1958 ودوره الجانبي في التحالفات الإقليمية والدولية عشية اندلاع الحرب في 1975. فأزمة 1958 لم تكن لتجلب الاهتمام الأميركي لو لم يكن للبنان في تلك الفترة أهمية ستراتيجية إقليمية بالنسبة إلى
واشنطن. فسقوط النظام الملكي الهاشمي في العراق في 1958 (والعراق كان الركن الأساسي في حلف بغداد المتحالف مع الغرب) والتهديد الداخلي لنظام الملك حسين في الأردن، في الفترة نفسها، تزامن مع أزمة 1958 في لبنان. عوامل عدم الاستقرار في المنطقة، والتي كان من أسبابها المباشرة السياسة الناصرية المناهضة للغرب، لا سيما للولايات المتحدة وبريطانيا، ساهمت في إعطاء لبنان دوراً مركزياً في السياسة الأميركية تجاه دول المنطقة. وهذا ما وضع لبنان في صلب الحرب الباردة وأعطاه أهمية ستراتيجية كانت في النهاية الضمانة السياسية التي سعت إليها الدولة اللبنانية، ولو منقسمة، في أواخر عهد الرئيس كميل شمعون الذي أيد مبدأ ايزنهاور في 1957.
لم يطرأ أي تحول جذري على موقع لبنان في نظامه الإقليمي خلال النصف الأول من الستينات. فالخلافات بين الأنظمة العربية، بدءاً بانهيار الوحدة بين مصر وسوريا، مروراً بالصراع المصري-السعودي في اليمن وانتهاءً بالانقلابات المتتالية في سوريا والعراق، وضعت لبنان مرحلياً خارج الصراعات الإقليمية وامتداداتها الدولية. المحطة الفاصلة كانت الحرب العربية-الإسرائيلية في 1967، بالرغم من أن لبنان لم يشارك في الحرب ولم تحتل أرضه، فإنه دفع ثمن الهزيمة العربية، وكان الضحية الكبرى للصراعات العربية، من جهة، وللنزاع العربي-الإسرائيلي، من جهة أخرى.
بعد حرب 1967، يبدأ العد العكسي لمسار الأزمات السياسية والعسكرية سواء داخل لبنان أو في الجنوب حيث المواجهة مع إسرائيل. لن ندخل في التطورات التي كانت وراء اندلاع الحرب في لبنان سنة 1975، ولا في لعبة المحاور التي نتج عنها بروز «فتح» داخل منظمة التحرير الفلسطينية، ولا حتى في الصراعات العربية - العربية في فترة ما بعد حرب 1967. لكن ما يهمنا هنا هو أن المعادلة الجديدة التي أوجدتها الحرب في أواخر الستينات، إن على الصعيد العربي أو على صعيد النزاع العربي- الإسرائيلي، زجت لبنان في ما عرف آنذاك بحرب الاستنزاف العربية- الإسرائيلية. وهكذا تحول الجنوب اللبناني إلى ساحة مواجهة عسكرية بين المنظمات الفلسطينية وإسرائيل. شيئا فشيئا، انسلخ الجنوب المحارب عن بيروت غير المحاربة إلى أن تفتَت الوطن أجزاء تحارب بعضها بعضا.
في الدائرة المغلقة التي يتألف منها النظام الإقليمي، يشكل لبنان العقد الأضعف. فكل ما يؤثر على الجزء يؤثر على الكل والعكس بالعكس. المتغيرات الأبرز التي كان لها التأثير المباشر على موقع لبنان في النظام الإقليمي، وبالتالي على طبيعة علاقاته مع الولايات المتحدة الأميركية، هي الآتية: أولا، بروز المقاومة الفلسطينية بقيادة جديدة وبسلاح جديد بعد حرب 1967، واتخاذها من لبنان قاعدة أساسية لانطلاقها سياسياً وعسكرياً وإعلامياً. فالمقاومة الفلسطينية، بفضل تركيبتها السياسية المتشعبة وتعدد مراكز القرار داخل منظماتها وتعدد ارتباطاتها بأنظمة عربية متنازعة، ربطت السياسة الداخلية اللبنانية بكل جوانب النزاعات العربية السياسية والعقائدية والعسكرية، وطبعا بالنزاع العربي-الإسرائيلي-الفلسطيني. وجود المنظمات الفلسطينية المسلحة في لبنان زج بالدولة اللبنانية في النزاعات الإقليمية لكن من الباب الخلفي، أي دون أن يكون لها دور في القرار السياسي الخارجي، في بادئ الأمر، والداخلي في مرحلة لاحقة. ففي نزاع بين دولة لبنانية تفتقر إلى أدوات السلطة التي تتمتع بها جميع الدول العربية (نظام سلطوي وأيديولوجية تضفي صفة الشرعية على الحكم) ومقاومة فلسطينية تلقى الدعم الواسع من معظم الأنظمة العربية، سيكون لبنان حتما هو الخاسر. فلا تعادل في نزاع بين الدول والثورة. وهكذا خسرت الدولة اللبنانية معركة تلو الأخرى، بدءاً باتفاقية القاهرة في 1969 وصولا إلى مراحل الحرب المتلاحقة.
الحدث الآخر الذي كان له الأثر المباشر على مسار الأزمة في لبنان هو الحرب الأردنية- الفلسطينية (1970 - 1971)، التي حسمت في النهاية لصالح الملك الهاشمي. هذه الحرب، التي جلبت اهتمام الدول الكبرى وقوى إقليمية عربية فضلا عن إسرائيل، شكلت المحور الأبرز بالنسبة إلى لبنان في أوائل السبعينات. ذلك أن لبنان والأردن كانا البلدين العربيين الأكثر تضرراً والأقل مناعة تجاه المقاومة الفلسطينية في مرحلة ما بعد حرب 1967. لكن في الأردن، حيث القرار للملك بعكس لبنان حيث المجتمع مفتوح وحيث الدولة برأسين، استطاع الملك حسين أن يحسم النزاع لصالحه وينهي الوجود الفلسطيني المسلح بدعم أميركي وبمساندة إسرائيلية غير مباشرة. عواقب النزاع الأردني- الفلسطيني كانت وخيمة على لبنان. فبعد خسارة الأردن، أصبح لبنان القاعدة الأساسية للمقاومة الفلسطينية والبلد الوحيد الذي يتمتع فيه الفلسطينيون بحرية القرار السياسي والعسكري. وهذا ما زاد في تعقيدات مشاكل لبنان الداخلية وشد الطوق على الدولة.
ثمة عامل آخر ساهم في تحجيم دور لبنان في محيطه الإقليمي يرتبط ببروز تحالفات إقليمية جديدة بعد وفاة الرئيس المصري عبد الناصر في 1970/ إلا أن التطور الأهم في ما يخص توازن القوى داخل الصف العربي، وخصوصا بالنسبة إلى لبنان، كان مجيء الرئيس الأسد إلى السلطة في سوريا في 1970. حكم الأسد، رفع مكانة سوريا ودورها إلى مستويات لم يعرفها أي نظام سوري من قبل، ليس فقط في سياسة المحاور العربية بل أيضا في المعادلة العسكرية والسياسية بين إسرائيل ودول المواجهة العربية. في عهد الرئيس الأسد نعمت سوريا بالاستقرار بعد أن ضربت الرقم القياسي في عدد «الحركات التصحيحية» في الخمسينات والستينات. الاستقرار الداخلي أعطى الحكم السوري حرية التحرك. ففي منتصف السبعينات، كان الرئيس الأسد قد قطع شوطاً كبيراً في بلورة أفكاره وستراتيجية تحركه إقليمياً ودولياً، وذلك من خلال تواجد القوات السورية في لبنان، المكان الأنسب للعب أوراقه العربية والفلسطينية والإسرائيلية. ولسوريا من أدوات التدخل المباشر على الساحة اللبنانية ما يعطيها هامشاً واسعاً في المناورة السياسية بدءاً بالمنظمات الفلسطينية الموالية لسوريا وانتهاءً بقوى سياسية أخرى.
الحدث الإقليمي الآخر الذي اثر في لبنان وفي علاقاته وموقعه الإقليمي كان الحرب العربية-الإسرائيلية في 1973، إذ استطاع جميع افرقاء النزاع تحقيق مكاسب سياسية بطريقة مباشرة أو غير مباشرة من الحرب إلا لبنان. بل على العكس، فمرحلة ما بعد حرب 1973 كانت حاسمة بالنسبة إلى التفجير العسكري في لبنان في 1975. إذا اعتبرنا أن التطورات التي ذكرناها أعلاه (بروز المقاومة الفلسطينية بعد 1967، وحرب الأردن، وتعاظم دور سوريا إقليمياً) أدت إلى تحجيم موقع لبنان في نظامه الإقليمي، فإن حرب 1973 كان لها الأثر الأعمق على موقع لبنان من منظار السياسة الإقليمية للدول الكبرى، وتحديداً الولايات المتحدة الأميركية.
ثمة عاملان رئيسيان وراء هذا الواقع: أولا، بروز الأهمية الستراتيجية «لسلاح النفط» العربي بعد رفع سعره وحظر تصديره في 1974، الامر الذي تسبب أزمة طاقة خانقة شلت اقتصاد معظم الدول الصناعية المستوردة للنفط. ثانيا، المعطيات الجديدة التي خلقتها الحرب والتي حركت النزاع العربي-الإسرائيلي باتجاهات عدة أتت في معظمها على حساب لبنان.
التركيز الدولي على دول المواجهة بعد 1973 همش دور لبنان في نظامه الإقليمي وربط مصيره بتقلبات النزاع العربي-الإسرائيلي. فلبنان الذي يفتقر إلى البترول وإلى أسواق تجارية واسعة لا يستطيع منافسة دول عربية تربطها بأميركا مصالح حيوية ذات أبعاد ستراتيجية. ففي حين كان لبنان الخمسينات يتمتع بموقع مميز بالنسبة إلى الاستراتيجية الأميركية تجاه المنطقة، خصوصاً بعد حرب السويس في 1956، فإن لبنان السبعينات تجاوزته الأحداث وتجاذبته النزاعات الإقليمية دون أن يستطيع التأثير على مجريات الأمور، ودون أن يتمكن من تحصين جبهته الداخلية للحد من التدخلات الخارجية التي تزيد من تفككه.
هذه المعطيات كلها وضعت لبنان في موقع دفاعي صعب بحيث أنه أصبح الأرض الخصبة لتفجير الصراعات الجانبية في انتظار ما سيأتي من تطورات. لم تكن لواشنطن سياسة واضحة تجاه لبنان قبيل اندلاع الحرب، بل كانت لها سياسات أوضح تدخل في إطار إستراتيجية تحركها في المنطقة تجاه عناصر النزاع العربي-الإسرائيلي المتواجدة في لبنان، والمتمثلة بالمنظمات الفلسطينية وسوريا وإسرائيل. فالاهتمام الأميركي انصب على ما يحتويه لبنان من «قنابل موقوتة» فاقت بأهميتها وخطورتها لبنان الدولة والكيان بالنسبة إلى سلم أولويات واشنطن. بمعنى آخر، إن ما احتواه لبنان في منتصف السبعينات كان أهم بالنسبة إلى الإدارة الأميركية من لبنان بحد ذاته. فتعاملت واشنطن مع هذا الواقع دون أن تحاول تغييره إما لغاية إقليمية، أو لسبب يتعلق بميزان القوى داخل لبنان.
من هنا يمكن فهم قراءة واشنطن للوضع اللبناني، وبالتالي تفسير كيفية تعاطي واشنطن مع الواقع على الأرض.
و بالرغم من تعدد النظريات المتعلقة بالسياسة الأميركية تجاه الأزمة اللبنانية، فإن وزير الخارجية الأميركية الأسبق هنري كيسنجر لم تكن لديه مخططات جاهزة للتنفيذ في لبنان. لقد كتب الكثير وقيل الكثير عن هذا الموضوع، لكن دون أن يحاول أحد التمييز بين واقع الانهيار الحاصل على الأرض والحاجة إلى مخططات لتحويل لبنان إلى ساحة صراعات إقليمية. في الواقع، إن نظرة كيسنجر إلى لبنان مشابهة لنظرة أي مسؤول أميركي في موقع صنع القرار في السياسة الخارجية الأميركية. فموقف واشنطن معروف من المعادلة الإقليمية بعد حرب 1973، ومن توازن القوى داخل لبنان وخارجه في منتصف السبعينات، وذلك بصرف النظر عن هوية وزير الخارجية الأميركي وآرائه. فكيسنجر أو سواه من المشرفين على سياسة واشنطن الخارجية كانت أمامه وقائع معينة تعامل معها بالطريقة التي تؤمن المصالح الأميركية في الدرجة الأولى، ومصالح حلفاء أميركا الرئيسيين في الدرجة الثانية. لذلك، فإن دور واشنطن تمثل في طريقة التعاطي مع الأمر الواقع، بعد أن أصبح لبنان ساحة مباحة للنزاعات الإقليمية، وانهارت دولته وشلت قدرة جيشه على التدخل لحماية الوطن من أخطار الداخل والخارج.
أما إذا أردنا تحديد المسؤولية الأميركية في الانهيار الذي حصل في لبنان، فنعود إلى فترة ما بعد حرب 1973، وتحديداً، إلى السياسة التي اتبعتها واشنطن والتي رسمها كيسنجر لمعالجة النتائج التي خلفتها الحرب. لقد كان للتحرك الأميركي الذي أدى إلى فك ارتباط عسكري على الجبهتين المصرية والسورية في 1974 و1975، ولديبلوماسية «الخطوة خطوة» التي اتبعها كيسنجر انعكاسات سلبية على موقع لبنان على الخارطة السياسية في المنطقة. لكن هذه السياسة الأميركية لم تكن إلا ردة فعل على واقع أفرزته الحرب، وليس نتيجة سياسة أميركية رسمت خطوطها الكبرى قبل أندلاع الحرب. فحرب 1973 حصلت بقرار عربي مصري-سوري لكسر الجمود ولقلب واقع «اللاحرب واللاسلم» بالرغم من معارضة موسكو وواشنطن لهذا القرار الذي اتخذ في زمن الانفراج السياسي (détente) بين الجبارين. بمعنى آخر، لم يكن الهدف من المعالجة الأميركية للنزاع العربي- الإسرائيلي في منتصف السبعينات ضرب الاستقرار الداخلي في لبنان، ذلك أن لبنان لم يكن عقبة وجب تذليلها قبل المضي في تنفيذ السياسة الأميركية.
لكن لبنان الأضعف في نظامه الإقليمي دفع الثمن الأكبر لنتائج حربي 1967 و1973، سواء بالنسبة إلى التحالفات الإقليمية أو بالنسبة إلى سياسة الدول الكبرى تجاه أزمة الشرق الأوسط.

### مرحلة التجميد 1975 - 1976
خلال حرب السنتين (1975 - 1976)، شهدت العلاقات اللبنانية- الأميركية فتوراً ملحوظاً وذلك بسبب عدم وجود موقف أميركي واضح من الأزمة، إضافة إلى موجة العنف التي اجتاحت البلاد والتي كان من ضحاياها السفير الأميركي نفسه، فرنسيس ميلوى، بعد وصوله بوقت قصير إلى بيروت خلفاً للسفير غودلي. وهذا ما حمل واشنطن على تخفيض طاقم سفارتها والاكتفاء بتمثيل ديبلوماسي محدود. وعين في هذه الفترة تالكوت سيلي، الذي أصبح لاحقاً سفيراً لبلاده في دمشق. بعد اشتداد موجة العنف وتبلور الأبعاد الإقليمية للحرب، حاولت واشنطن، وللمرة الأولى، استجلاء المواقف عن كثب، فأوفدت السفير دين براون (سفير سابق في الأردن خلال أحداث 1970) في مهمة خاصة لمحاولة إنهاء القتال في لبنان بأقل كلفة ممكنة لواشنطن. الهدف الأساسي من التحرك الأميركي كان إنهاء القتال في لبنان، أي الوصول إلى وقف ثابت لإطلاق النار، لكن دون قلب المعادلة الداخلية جذرياً، ودون إحداث أي تغيير أساسي بالنسبة إلى عناصر النزاع العربي-الإسرائيلي-الفلسطيني المتواجدة في لبنان.
الخطوط الكبرى للسياسة الأميركية تجاه لبنان خلال حرب السنتين تمحورت حول المحافظة على معادلة الأمر الواقع التي نتجت عنها الحرب (Status quo)، وهي في شقين متداخلين، داخلي يرتبط بالنظام السياسي والطوائف والأحزاب، وخارجي يرتبط بالأبعاد الإقليمية للحرب في لبنان. داخلياً، اقتصر الدور الأميركي على تطويق الأحداث دون الولوج إلى الأسباب العميقة للحرب مع المحافظة على حد أدنى لسلطة الدولة ولعمل مؤسساتها، خصوصاً مؤسسة الجيش، التي أعيد بناؤها في سنة 1977 بدعم أميركي. من هنا، نفهم العبارة المعهودة التي يرددها عادة الناطق الرسمي في وزارة الخارجية والتي تدعو إلى الحفاظ على «وحدة لبنان وسيادته». هذا الدعم الاسمي الذي يحصل عليه لبنان يتعارض بشكل مبدئي مع مفهوم الوحدة والسيادة الذي تنادي به بعض القيادات اللبنانية، ومنها رئيس الجمهورية الياس سركيس آنذاك الذي، بالرغم من تأييد واشنطن لانتخابه في 1976، لم يحصل إلا على الدعم الكلامي من الإدارة الأميركية. فما سعت إليه واشنطن هو أن تتجنب، بقدر المستطاع، حدوث انهيار كامل لمؤسسات الدولة اللبنانية، لا حباً بلبنان أو حفاظاً على مصلحة أميركية معينة فيه، بل لأن الانهيار في لبنان يزيد من المشاكل التي تحاول واشنطن تطويقها. وفي الوقت عينه، لم تسع واشنطن إلى مساعدة الدولة على استرداد سلطتها وسيادتها على كامل الأراضي اللبنانية، كما تعبر تصاريح ممثليها الرسميين. فلبنان منتصف السبعينات أصبح دويلات صغيرة مجزأة يتنازع على السيطرة عليها ثلاثة افرقاء: سوريا والمنظمات الفلسطينية وإسرائيل.
يبقى مبدأ إصلاح النظام الذي أيدته واشنطن منذ إعلان الوثيقة الدستورية في شباط 1976، والذي يلتقي مع مبدأ استعادة الدولة سلطاتها، أقله من المنظار الأميركي. هذا طبعاً على المستوى النظري، ذلك أن الواقع على الأرض مغاير للنتائج التي تبغيها واشنطن من الإصلاح. وهنا تظهر الهوة الكبرى بين الإصلاح الحقيقي الذي يؤدي إلى بناء نظام أفضل وينهي الحرب بأبعادها الداخلية والخارجية والإصلاح كشعار ترفعه واشنطن لتمرير سياسة التجميد في لبنان. والإصلاح كلمة رنانة تستطيع واشنطن تسويقها سياسياً وأعلامياً، دون أن توضع الملامة عليها في حال تعثر مسيرة السلام في لبنان.
أما الشق الخارجي للسياسة الأميركية تجاه لبنان بعد حرب السنتين، فلسوريا الدور الأكبر فيه. في أواخر 1976، باتت دمشق الطرف الأقوى عسكرياً وسياسياً في لبنان. وبرزت نقطة التحول عندما حسمت دمشق الحرب عسكرياً في خريف 1976، فوضعت حداً لتنامي قوة المنظمات الفلسطينية بقيادة فتح بعدما أصبحت تهدد أمن النظام السوري، ليس فقط في لبنان بل أيضا داخل سوريا. من هنا، كان تلاقي المصلحة السورية مع السياسة الأميركية والذي كان يصب في خانة احتواء المد الفلسطيني (خصوصا فتح) داخل لبنان. بكلام آخر، لم يكن مسموحاً تغيير المعادلة الإقليمية، لا إقليمياً ولا دولياً، لئلا يصبح حجم منظمة التحرير الفلسطينية في لبنان أكبر من حجمها في معادلة النزاع العربي-الإسرائيلي في تلك المرحلة من النزاع. فالرهان يومها كان على «الخيار الأردني» وعلى تطور العلاقات الثنائية بين مصر وسوريا، من جهة، وإسرائيل، من جهة أخرى، وليس على أي دور محوري لمنظمة التحرير الفلسطينية.
في نهاية حرب السنتين، وجدت واشنطن في الدور السوري في لبنان عنصرين إيجابيين: عامل استقرار (Stabilizing role) داخلي بين الأطراف المتحاربة في لبنان، وقوة رادعة بوجه تزايد النفوذ الفلسطيني السياسي والعسكري. والهدف من هذه السياسة ليس لبنان بحد ذاته، بل ميزان القوى داخل لبنان الذي قد يكون له بتقلباته انعكاسات سلبية على المعادلة الإقليمية للنزاع العربي-الإسرائيلي، كما تراها واشنطن وسوريا وإسرائيل، وان لأسباب مختلفة. هذه الضوابط كلها عرفت ب «الخطوط الحمر». فهي تحدد مواقع والتزامات جميع الأطراف، وإن بطريقة غير واضحة. فالخطوط الحمر التي رسمت على ثلاثة مستويات بين سوريا وإسرائيل، وسوريا ولبنان، ومنظمة التحرير وإسرائيل، يتقيد بها كل فريق ما دامت لا تتعارض مع مصالحه وأهدافه الستراتيجية. وهكذا، سيج لبنان بالخطوط النظرية من جنوبه إلى شماله وأصبح مصيره مرتبطاً بمواقع الخطوط وبأولويات راسميها. وهنا ندخل في الفترة التي تلت حرب السنتين لنصل إلى الاجتياح الإسرائيلي في 1982.

### 1977-1982
موقف واشنطن من التطورات في الفترة الممتدة بين 1977 و1982 له بعدان: بعد داخلي يرتبط بالسياسة الداخلية اللبنانية، وبعد خارجي يتعلق بمسار النزاع العربي-الإسرائيلي. داخلياً، لم يطرأ على الموقف الأميركي تجاه الأزمة اللبنانية أي تغيير جذري، لا في الشكل ولا في المضمون. فإدارة الرئيس كارتر إتبعت الأسلوب نفسه وتبنت النظرة نفسها التي ورثتها عن إدارتي نيكسون وفورد. لا بل لبنان بالنسبة إلى إدارة كارتر كان مسألة شبه مستعصية في غياب الحلول العملية للنزاع العربي-الإسرائيلي.
كل ما سعت إليه واشنطن هو تجميد الوضع في لبنان بالوسائل المتاحة. فاستمرت محاولات «الترقيع» المرحلية كلما دعت الحاجة، لا بهدف إيجاد الحلول اللازمة بل لتفادي نشوب أزمات جديدة، كحرب بين إسرائيل وسوريا أو اشتباك عسكري واسع بين إسرائيل والفلسطينيين في جنوب لبنان.
لذلك، فإن أي محاولة لكسر الجمود من قبل اللبنانيين، إن من قبل الدولة لإعادة بسط سلطتها على كامل الأراضي اللبنانية، كما نصت مقررات القمة المصغرة في الرياض في 1976 التي أنشأت قوات الردع العربية، أو من قبل أفرقاء الداخل، كانت تقابل بالرفض من قبل واشنطن. إن أقصى ما ناله الرئيس سركيس من واشنطن هو الوعود الكلامية لإبقاء الأزمة داخل إطارها اللبناني. والتحرك الأميركي الوحيد خلال عهد سركيس أتى كردة فعل على العملية العسكرية التي قامت بها إسرائيل في الجنوب، في آذار 1978، رداً على مهاجمة مجموعة فلسطينية سيارة أوتوبيس إسرائيلية. كل ما سعت إليه واشنطن كان تطويق ذيول العملية الإسرائيلية لكي لا تعيق سير المحادثات المصرية-الإسرائيلية في إطار مبادرة السلام التي ترعاها واشنطن. من هنا، كان دعم واشنطن لإرسال وحدات من الجيش اللبناني للتمركز بين الفلسطينيين وقوات جيش لبنان الجنوبي في الجنوب. هذه المحاولة الفاشلة عكست مقدار عدم الاهتمام الأميركي بلبنان، إلا عندما تطرأ تطورات قد تؤثر على السياسة الأميركية تجاه النزاع العربي-الإسرائيلي. وكانت النتيجة المباشرة لهذه السياسة تحويل الجنوب إلى منطقة عازلة (Buffer Zone) بين القوى الإقليمية المتحاربة، لكن هذه المرة، بدعم أميركي وتأييد عربي.
أما في ما يخص البعد الإقليمي للأزمة اللبنانية، فواشنطن سعت إلى حصر النزاعات الجانبية داخل لبنان. قناعات الرئيس كارتر الشخصية وقراءته الشمولية لطبيعة أزمة الشرق الأوسط زادت في تهميش الوضع اللبناني داخل المعادلة الإقليمية. لعل كارتر هو من الرؤساء القلائل الذين كونوا نظرة مميزة لا تخلو من الطوباوية، إلى منطقة الشرق الأوسط، وإلى نزاعاتها وطرق حلها. فهو يعتبر أن النفوذ الذي يتمتع به على رأس دولة عظمى، كالولايات المتحدة، يجب توظيفه لإيجاد حل سلمي للنزاع بين العرب واليهود في الأراضي المقدسة.
إن الدوافع والاعتبارات التي كانت وراء إعطاء أزمة الشرق الأوسط الأولوية في سياسة إدارة كارتر الخارجية، والتي تبلورت عملياً في التركيز على مصر وإسرائيل، كانت ذات آثار سلبية على لبنان. فمن وجهة النظر الأميركية، حل النزاع يبدأ من نقطة البداية بإيجاد التسويات السلمية بين افرقاء النزاع الأساسيين، بدءاً بمصر إسرائيل وسوريا وانتهاءً بالفلسطينيين.
فالحل يأتي بهذه التراتبية، ويؤدي في النهاية إلى إيجاد الحلول للأزمة في لبنان. هكذا رأت إدارة كارتر موقع لبنان في النزاع، وهكذا رأت المخرج الواقعي من دوامة الحرب.
التطور الأبرز في أواخر السبعينات كان اتفاقية السلام المصرية-الإسرائيلية في 1979 (كامب دافيد). لن نغوص في شرح أبعاد الاتفاقية، ولا في تفاصيل انعكاساتها في العالم العربي وفي إسرائيل، لكننا نكتفي بالقول أنها ساهمت في تعميق النزاعات الإقليمية داخل لبنان. فاتفاقية كامب دافيد ربطت مصير لبنان بتقلبات النزاع العربي-الإسرائيلي وبمصير الفلسطينيين، من جهة، وبأدوار سوريا الإقليمية، من جهة أخرى.
في الفترة التي سبقت الاجتياح الإسرائيلي (1981-1982) والتي ترافقت مع انتخاب الرئيس ريغان في الولايات المتحدة، ثمة ثلاثة عوامل ساهمت في إعطاء منحى جديد للعلاقات اللبنانية-الأميركية. أولا، التوجه الجديد لسياسة ريغان الخارجية، ليس فقط في الشرق الأوسط بل في كل مناطق النزاعات الإقليمية حيث للاتحاد السوفياتي نفوذ ومصالح. لقد جاء هذا التوجه الشمولي للإدارة الأميركية الجديدة كردة فعل قوية على تراجع النفوذ الأميركي في عهد كارتر بعد خسارة إيران وأفغانستان وتنامي النفوذ السوفياتي في بعض دول أميركا الوسطى. وشكلت المواجهة مع موسكو المحور الأساسي لسياسة إدارة ريغان الخارجية في بولونيا كما في أميركا الوسطى وفي الشرق الأوسط.
ولقد تزامنت الأجواء الأميركية الجديدة مع أجواء تغييرية داخل إسرائيل في مرحلة ما بعد كامب دايفيد، فمجيء الليكود إلى الحكم منذ سنة 1977 وتولي بيغن رئاسة الوزارة الإسرائيلية التي ضمت، سنة 1981، وزيرين متشددين هما ارييل شارون في وزارة الدفاع
واسحق شامير في وزارة الخارجية، ساعدا في اتخاذ القرارات الحاسمة، ومنها قرار ضرب منظمة التحرير عسكرياً وسياسياً في لبنان. سبق الاجتياح توتر شديد بين إسرائيل والفلسطينيين سنة 1981، نتج عنه قصف الطيران الإسرائيلي أحياء سكنية في بيروت. وهذا ما حمل واشنطن على إرسال السفير فيليب حبيب إلى بيروت بمهمة خاصة للتوسط بين إسرائيل ومنظمة التحرير أدت إلى اتفاق لوقف إطلاق النار التزمت به جميع المنظمات الفلسطينية، ولأول مرة، خوفا من قيام إسرائيل بعملية عسكرية تفوق بحجمها وبأهدافها عملية 1978. وكانت الترجمة العملية لهذه المتغيرات، إقليمياً ودولياً، في لبنان «أزمة الصواريخ» بين سوريا وإسرائيل، والمواجهة العسكرية بين القوات اللبنانية بقيادة بشير الجميل والجيش السوري في منطقة زحلة سنة 1981. لبنان كان المتنفس للأجواء التصادمية التي سادت في أوائل الثمانينات والتي مهدت للاجتياح الإسرائيلي في صيف 1982. حاولت واشنطن احتواء أزمة الصواريخ فأوفدت السفير فيليب حبيب إلى لبنان لمعالجة الأزمة بالطريقة الأنسب، لكن دون أن تزال الصواريخ السورية (أرض-جو من طراز سام) من البقاع. أزمة الصواريخ كانت في الواقع صورة مصغرة لأزمة أكبر في 1982، ساهمت في تغيير مسار النزاع العربي-الإسرائيلي-الفلسطيني، ومعها بدأت مرحلة جديدة من الأزمة اللبنانية أكثر تعقيداً وخطورةً من المراحل التي سبقتها.
مرحلة مواجهة الأمر الواقع: 1982-1983
أثير جدل كبير حول مدى معرفة واشنطن بالاجتياح الإسرائيلي وتأييدها له وما إذا كان وزير الخارجية الأميركية آنذاك الكسندر هيغ قد أعطى «الضوء الأخضر» لشارون للقيام بعملية عسكرية واسعة تتعدى أهدافها الوجود الفلسطيني في الجنوب. من الأرجح أن هيغ كان على علم مسبق بالخطوط الكبرى للعملية العسكرية، لكن إذا سلمنا جدلا بان هيغ لم يعط دعمه الواضح لشارون، فإنه لم يحاول ردعه بشكل حازم وصريح. وبصرف النظر عن التأويلات والتفسيرات التي رافقت هذا الجدل، فإن قرار الاجتياح نابع من داخل إسرائيل ومن معطيات إقليمية، وليس بسبب مواقف معينة اتخذتها الإدارة الأميركية. وكانت الحكومة الإسرائيلية تنتظر التبرير المقبول، داخلياً ودولياً، للبدء بما سمي عملية «سلام الجليل»، التي كان وزير
الدفاع شارون ورئيس الأركان ايتان قد خططا لها منذ وقت غير قصير. محاولة اغتيال السفير الإسرائيلي في لندن كانت الذريعة للاجتياح. و«الضوء الأخضر» الذي رآه شارون في الجواب الأميركي المتناقض كان، في أقصى الاحتمالات، عملية عسكرية محدودة لضرب أهداف فلسطينية في الجنوب اللبناني وليس حرباً واسعة داخل بيروت، واشتباكات مباشرة مع الجيش السوري المتمركز في لبنان. هذا ما لم يتوقعه أو ما لم تحبذه لا واشنطن ولا حتى بعض القيادات الإسرائيلية.
لقد كتب الكثير عن الاجتياح الإسرائيلي، فلكل فريق روايته ومبرراته وتفسيراته لما حصل بين 1982 و1983. لكن الأكيد أن الحرب الإسرائيلية-الفلسطينية في لبنان تركت بصماتها على كل الأطراف. فهي زادت في انقسامات المجتمع الإسرائيلي ووضعت الفلسطينيين أمام خيارات صعبة، تبلورت بعد ست سنوات في انتفاضة شعبية في الأراضي المحتلة وفي سياسة الاعتدال والواقعية بعد إعلان الدول الفلسطينية في 1988 واعتراف منظمة التحرير بدولة إسرائيل بحدود ما قبل 1967. والحرب أيضا أجبرت سوريا على إعادة النظر في طبيعة وجودها في لبنان. وأخيرا، لبنان، الذي هو دائما الخاسر الأكبر، خرج من الحرب مشرذماً، وأصبحت حروبه أكثر هامشية بعد أن انفصلت أزمته، ولو جزئيا، عن أزمة الشرق الأوسط.
في بادئ الأمر، تعاملت واشنطن مع حرب 1982 كحدث طارئ يمكن معالجته بالطرق التقليدية. لكن مع دخول الحرب مرحلة الحسم ومع حصار بيروت وتزايد الخسائر البشرية، انعكست الأزمة داخل الإدارة الأميركية فاستقال وزير الخارجية الكسندر هيغ وعين مكانه جورج شولتز. مع تعيين وزير جديد للخارجية، سعت الإدارة الأميركية إلى الاستفادة من المعطيات الجديدة التي أوجدتها الحرب لاقتراح مبادرات طموحة تهدف ليس فقط إلى إسكات المدفع بل إلى اقتراح الحلول للنزاع العربي-الإسرائيلي. من هنا، مبادرة ريغان التي أعلنها في أول سبتمبر أيلول 1982 والتي ساهمت في تأجيج نار الحرب في لبنان، بدل أن تساعد على إخمادها. فمبادرة ريغان، التي رفضتها الحكومة الإسرائيلية بعد ساعات من إعلانها، كانت نقطة تحول أساسية في السياسة الإسرائيلية في لبنان في 1982.
بالرغم من الخطأ الأميركي التكتيكي في طرح مبادرة ريجان، كانت الإدارة الأميركية مجبرة على المضي في معالجة الأمر الواقع الجديد الذي أوجدته الحرب. مفاوضات السفير حبيب الذي تولى من جديد الملف اللبناني بطريقة غير مباشرة مع الفلسطينيين أدت، بعد مناورات فلسطينية متكررة، إلى خروج الفلسطينيين من بيروت. فأرسلت واشنطن قوات المارينز، وكذلك فعلت دول غربية أخرى للإشراف على خروج عرفات والقيادات الفلسطينية من بيروت، بعد أن حصلوا على تعهدات أميركية بحماية المخيمات في العاصمة اللبنانية.
في أقل من شهرين (آب وأيلول)، أخذت الأزمة اللبنانية حجماً لم تعرفه من قبل. فلأول مرة انصب الاهتمام الدولي وبشكل جدي على ما يجري في لبنان. لكن ما يميز هذه المرحلة عن سابقاتها هي أنه كانت للبنان، هذه المرة، حصة من هذه الاهتمامات وليس فقط الأطراف المتحاربة على أرضه. لكن هذه الإيجابيات رافقتها سلبيات ومتغيرات داخل لبنان. داخليا، كان الحدث الأبرز انتخاب بشير الجميل رئيسا للجمهورية واغتياله بعد أسابيع قليلة، قبل أن يتسلم مقاليد الحكم.
دخلت واشنطن عمق الأزمة ولم يعد باستطاعتها التراجع. ولقد لعب السفير حبيب دوراً محورياً لجهة استقطاب الاهتمام الأميركي بالشق اللبناني من الأزمة. من هنا. كان تأييد واشنطن لانتخاب بشير الجميل رئيساً للجمهورية ودعمها في ما بعد لأمين الجميل في محاولة لإعادة بسط سيادة الدولة على كامل الأراضي اللبنانية. لكن محاولات التفخيخ استمرت من الداخل، كما من الخارج، إلى أن اكتشفت واشنطن أن الأحداث قد تجاوزتها وأن خياراتها في لبنان أصبحت محدودة. التطور السريع للأحداث والكلفة الباهظة للحرب، فضلا عن الخلافات حول أهداف الحرب، حملت جميع الأطراف على مراجعة حساباتهم وإعادة النظر في إستراتيجية تحركهم. فسرعان ما تكونت أهداف ومصالح التقت في النهاية على عرقلة أو تفشيل التحرك الأميركي في لبنان.
بدأت إسرائيل تضع الشروط المستحيلة للشروع في المفاوضات مع الحكومة اللبنانية (مكان انعقاد الجلسات، مستوى التمثيل، الخ..) بهدف المماطلة والتأخير، وذلك لأسباب ثلاثة:
أولاً، الخلافات الحادة داخل الحكومة الإسرائيلية التي برزت إثر مجزرة صبرا وشاتيلا وبعد ارتفاع حجم الخسائر البشرية وظهور تململ في صفوف الجيش الإسرائيلي. ثانياً، بروز خلافات بين القيادات الإسرائيلية التي كانت وراء نسج العلاقة مع بعض الأطراف في لبنان في مرحلة التحضير لحرب 1982. والخلاف الآخر كان مع الرئيس أمين الجميل الذي اتبع سياسة في التعامل مع إسرائيل مغايرة لتلك التي رسمها شقيقه بشير قبل وبعد وصوله إلى الرئاسة.
كان من شأن التوتر في العلاقات بين أميركا وإسرائيل، بعد الحرج الذي سببه وزير الخارجية هيغ للإدارة الأميركية، أن دفع واشنطن إلى اتباع سياسة لا تتطابق مع أهداف الحكومة الإسرائيلية وأولوياتها في تلك المرحلة من الأزمة في لبنان. أما سوريا فسعت إلى توجيه ضربة موجعة للوجود الأميركي والغربي في لبنان تكون الرادع لأي محاولة لفرض حلول ترفضها دمشق. خلال أقل من سنة استطاعت دمشق استرجاع بعض قواها السياسية والعسكرية التي كانت فقدتها في صيف 1982، فبدأت بزرع الألغام في وجه أي تحرك قد يؤدي إلى تحجيم دورها ونفوذها في لبنان. من أبرز المتغيرات في 1982 كان دخول إيران لعبة الحروب الداخلية والإقليمية في لبنان وذلك من خلال العلاقة الوطيدة بين سوريا وإيران الإسلامية التي بدأت إثر الحرب العراقية-الإيرانية.
إن تفجير مبنى السفارة الأميركية في بيروت، في 18 نيسان سنة 1983، الذي قتل فيه 17 شخصاً بينهم مستشار شولتز، بوب أيمز، وهو أحد أبرز الخبراء في شؤون الشرق الأوسط في وكالة المخابرات المركزية، دفع شولتز إلى زيارة لبنان والمنطقة بهدف تسريع سير المفاوضات اللبنانية-الإسرائيلية. في ذلك الوقت، بدا واضحاً أن واشنطن لم تعد تملك سوى بعض أوراق اللعبة، بعد أن استنفدت طاقاتها السياسية وأصبحت في موقع دفاعي ضعيف يصعب الدفاع عنه أو حتى تبريره تجاه الرأي العام الأميركي. محادثات شولتز مع الرئيس الأسد في دمشق، في 7 أيار 1983، لم تبدل الموقف السوري، خصوصا وأن دمشق أصبحت في موقع تفاوضي أقوى بعد القرار السوفياتي بإعادة بناء سلاح الجو السوري. كل ما أراد شولتز إنجازه في زيارته الخاطفة هو اتفاق لبناني-إسرائيلي لانتشال أميركا من المعمعة في لبنان، بأسرع وقت ممكن، وبطريقة مقبولة تحفظ ماء الوجه للإدارة الأميركية.
أما الرئيس الأسد، بعكس شولتز، فلم يكن مستعجلا. فلا رأياً عاماً في سوريا يحاسبه ولا مجلس نواب يجبره على سحب قواته من لبنان. وهو كان يعرف جيداً أن نفس أميركا قصير، خصوصاً في وضع معقد وحافل بالمفاجآت غير السارة بالنسبة إلى واشنطن كالوضع اللبناني.
اتفاق 17 مايو أنهى المفاوضات الصعبة التي رعتها واشنطن، إلا أنه لم ينه الأزمة. حشدت سوريا طاقاتها السياسية والعسكرية لإسقاط الاتفاق. لكن، في الواقع، لم يكن هناك حاجة لحشد الطاقات لأن اتفاقاً يربط انسحاب فريق بانسحاب فريق آخر لا أحد يملك وسائل ضغط عليه، هو اتفاق ساقط. فالدولة اللبنانية، الطرف الثالث في الاتفاق، لا تملك من وسائل الضغط إلا الشيء القليل، وحتى هذا القليل غير نابع من قوة ذاتية بل هو نتيجة الدعم الأميركي. ومع تفاقم الخلافات الداخلية في أواخر 1983، ومع تراجع الدعم الأميركي، فقدت الدولة اللبنانية ركائز نفوذها واستقرارها التي حاولت إحياءها منذ صيف 1982. وهنا جوهر المعادلة الدقيقة بين الوجود الأميركي في لبنان، بغطاء من الشرعية اللبنانية، وقوة الدولة اللبنانية التي استمدت الجزء الأكبر من شرعية سياستها الجديدة في مرحلة ما بعد 1982 من الغطاء الذي يؤمنه الوجود الأميركي. فمع توقيع اتفاق 17 أيار، اختلت المعادلة وبدأ الميزان يميل إلى الانحناء في الاتجاه المغاير لمصلحة الدولة اللبنانية.
استهلك اتفاق 17 مايو الجميع فأصبح توقيعه - توقيع أي نص مكتوب - غاية بحد ذاته. أما تنفيذه فهو مسألة منفصلة تأتي في مرحلة لاحقة. واللحظة الوحيدة التي كان فيها الأطراف الثلاثة (لبنان، أميركا، إسرائيل) على اتفاق، كانت خلال حفلة التوقيع الرسمية عندما أخذت الصور التذكارية قبل الوداع الأخير. في الواقع، إن أحدا لم يكن مقتنعاً ولا مسروراً بنتائج الاتفاق، لا في لبنان ولا في إسرائيل ولا حتى في واشنطن. فالكل مشى بالاتفاق لكي لا يتهم بالعرقلة وبتفويت فرص السلام الذهبية. ذلك أنه بين يونيه 1982 ومايو 1983، برزت معطيات جديدة بدلت مواقف جميع الأطراف وحساباتها. في الدرجة الأولى، تأتي إسرائيل التي تأثرت أكثر من غيرها من حربها في لبنان، وهي الحرب الوحيدة التي خاضتها منقسمة داخلياً ليس فقط على مسار الحرب بل على أهدافها ومبرراتها، وهي أيضاً الحرب
الوحيدة التي كلفت إسرائيل خسائر بشرية كبيرة لم تستطع الحكومة الإسرائيلية تبريرها سواء باسم «سلام الجليل» أو باسم القضاء على «المنظمات الإرهابية» في لبنان.
الخلاف الداخلي في إسرائيل حول الحرب، وبالتالي، حول انعكاسات اتفاق 17 مايو، كانت عميقة. ذلك أن معظم القيادات الإسرائيلية لم تكن مقتنعة بالاتفاق، وهي كانت تعرف أن الاتفاق لن ينفذ. وكانت استقالة شارون من وزارة الدفاع إثر تحقيق لجنة كاهان في دور الجيش الإسرائيلي في مجزرة صبرا وشاتيلا وتعيين موشي أرينز خلفا له المؤشر الواضح على السياسة الجديدة التي ستتبعها الحكومة الإسرائيلية في لبنان. أرينز، بعكس شارون، لا تربطه علاقات مع الفريق اللبناني المتحالف مع إسرائيل. حصل كل ذلك في وقت أصبح فيه أرينز المسؤول الأول عن الملف اللبناني، وفي وقت استحال فيه التفاهم بين أرينز والرئيس الجميل. لكن مراهنة الجميل على الدور الأميركي في مرحلة ما بعد 17 أيار باتت خاسرة. ذلك أن وضع بيض الدولة اللبنانية في السلة الأميركية، إذا جاز التعبير، في مرحلة انحسار الدور الأميركي في لبنان كان مجازفة كبيرة، فانكسر البيض، وضاعت السلة، وخسر لبنان على كل المحاور، داخلياً وخارجياً.
مرحلة مراجعة حسابات الحرب في لبنان بدأت في إسرائيل، فكان من أهم نتائجها انسحاب الجيش الإسرائيلي من الجبل، بالرغم من إلحاح واشنطن على الحكومة الإسرائيلية للتمهل في اتخاذ مثل هذه الخطوة الحاسمة. وهذا الانسحاب المفاجئ الذي حصل دون أي برمجة أو تنسيق مع الجيش اللبناني بدل مجرى الحرب. فالحرب التي بدأت في صيف 1982 بين إسرائيل والمنظمات الفلسطينية أصبحت بعد سنة، في صيف 1983، حرباً بين المسيحيين والدروز في الجبل اللبناني. وقرار الحكومة الإسرائيلية بالانسحاب عكس تحولاً جذرياً في السياسة الإسرائيلية. فالمعادلة الداخلية والإقليمية التي على أساسها شنت إسرائيل الحرب لم تعد قائمة. وبانسحابها، استعادت إسرائيل زمام المبادرة وأصبحت أكثر قدرة على المناورة.
لكن الحدث الذي قلب جميع المعادلات كان تفجير مقر المارينز ومقر القوات الفرنسية في بيروت، في 23 أكتوبر 1983. هذا الحدث أيقظ الرأي العام الأميركي إلى خطورة الوضع في لبنان وأعاد إلى الأذهان ذكريات حرب فيتنام. فأسماء ال 241 جندياً الذين قتلوا في الانفجار، والتي أوردتها شبكات التلفزة الأميركية كما كانت تردها تباعاً، كانت كافية لتوجيه رسالة الموت إلى الرأي العام الأميركي. فالمواطن الأميركي العادي ووسائل الإعلام، فضلاً عن عدد كبير من المسؤولين في الإدارة الأميركية، بدأوا يتساءلون عن جدوى وجود «قوات سلام» أميركية في لبنان، ما دامت هذه القوات مرفوضة من بعض القيادات اللبنانية، وفي وقت أصبحت فيه هدفاً لعمليات يقوم بها انتحاريون يعملون لحساب جهات معينة ليس من مصلحتها إنهاء الحرب في لبنان. مع عملية التفجير، بدأ العد العكسي لقرار الانسحاب الأميركي في لبنان. كما أن المحاولات الأميركية للرد العسكري كانت فاشلة.
وكان فبراير 1984 شهر الانسحابات والانتصارات والهزائم، فانسحبت القوات المتعددة الجنسيات وسيطرت ميليشيات المعارضة المدعومة من دمشق على بيروت الغربية، وانهارت «عملية السلام» وعاد لبنان إلى واقع ما قبل 1982. لم تتأثر الإدارة الأميركية إلا مرحلياً بالانهيار في لبنان. فبنظر واشنطن، لبنان كان الخاسر الأكبر، لأن أميركا تدخلت كقوة حفظ سلام وليس كجيش محارب. و«الهزيمة» التي منيت بها أميركا في لبنان، كما يريد البعض تسميتها، لم تكن موضع جدل سياسي في الانتخابات الرئاسية في 1984، ولم تؤثر إطلاقاً على شعبية ريغان الذي أعيد انتخابه لولاية ثانية بأكثرية مطلقة لم تشهدها الانتخابات الرئاسية منذ وقت طويل. وهكذا طوي الملف اللبناني وانتهت مرحلة في مسار الحروب المتعددة في لبنان.
يعود فشل التحرك الأميركي إلى كونه أتى نتيجة لأمر واقع سببه الاجتياح الإسرائيلي وليس نتيجة سياسة أميركية واضحة المعالم تجاه لبنان. فقبل 1982 لم يكن لدى واشنطن نية في التدخل في لبنان إن بهدف إعادة السلام أو إشعال الحرب. وكان التدخل ردة فعل آنية على واقع المتغيرات الإقليمية في لبنان سنة 1982. فمع اهتزاز ركائز الوجود الأميركي - انهيار الدولة اللبنانية من الداخل، معارضة سوريا، إعادة خلط الأوراق في إسرائيل - وبعد الخسارة البشرية التي لم تستطع واشنطن تسويقها لا إعلاميا ولا سياسيا، أصبحت واشنطن في مأزق كبير، فاضطرت إلى كشف أوراقها لتبرير الفشل وللحد من خسارتها. فالقوات الأميركية لم
تأت رسميا لمساندة الدولة اللبنانية، ولا لشن حرب على سوريا، ولا حتى لتأمين انسحاب جيوش الاحتلال في لبنان، بل أتت للمساعدة على إعادة إحياء فرص السلام من خلال دعم واشنطن للشرعية اللبنانية، ضمن شروط واعتبارات معينة تعكس ميزان القوى في الداخل والخارج. فلا مصالح ستراتيجية لواشنطن في لبنان تساعدها على الدفاع عن سياستها وتبرير خسارتها، في حال تعثر محاولة الإنقاذ، ولا حتى وحدة في الرأي داخل الإدارة الأميركية ليس فقط حول آلية التحرك في لبنان بل أيضا حول الأهداف. وهذا التباين في الرأي، خصوصا بين شولتز، من جهة، وواينبرغر والقيادة العسكرية، من جهة أخرى، ظهر منذ البداية واستمر إلى أن اتخذ الرئيس ريغان قراره بالانسحاب.
مع رحيل القوات الأميركية والقوات الغربية الأخرى بدأ لبنان رحلته إلى الوراء، إلى ما كان عليه قبل 1982، ليدخل من جديد دوامة الحروب الخاسرة والاقتتال المدمر. وهكذا عاد الوضع إلى معادلة ما قبل 1982، لكن مع فارق كبير هذه المرة، وهو تسليم أميركي وإسرائيلي وعربي بواقع النفوذ السوري الكبير في لبنان.

### مرحلة التهميش: 1984 - 1988
المحطة الأخرى في العلاقات اللبنانية-الأميركية في مرحلة ما بعد 1982 تتمحور حول قضية إصلاح النظام السياسي لكن دون المساس بالمعادلة الإقليمية القائمة في لبنان: أي الإبقاء على الوجود السوري العسكري وضبط النزاع في جنوب لبنان قدر المستطاع. بناء على طلب لبناني، أوفدت واشنطن السفيرة أبريل غلاسبي إلى لبنان، في 1987، في مهمة وساطة بين دمشق وبيروت. وأدت رحلات غلاسبي المكوكية بين العاصمتين، لنقل الورقات الإصلاحية والاقتراحات والتعديلات، إلى تعميق الخلافات بين واشنطن وبيروت. العنوان الأكبر لمهمة غلاسبي كان الإصلاح كما تفهمه واشنطن، أي الإصلاح دون التطرق إلى موضوع الانسحابات. وكانت دمشق المستفيد الأكبر من هذا التحرك الأميركي في إطار توازن قوى في لبنان لصالح سوريا.
المحطة الثانية في تلك المرحلة تمحورت حول الانتخابات الرئاسية في صيف 1988. بورصة الانتخابات الرئاسية فتحت قبل سنة من موعد الانتخابات. أسماء المرشحين ملأت وسائل الإعلام وألهت اللبنانيين. الترجيحات الرئاسية، بحيث خيل إلى البعض أن الانتخابات الرئاسية في لبنان مسألة دولية تتابع تفاصيلها مراكز القرار في الدول الكبرى. فالكل طرف مرشح، ولكل مرشح قنوات اتصال في الداخل والخارج. واشنطن، كسواها من الناخبين المميزين، حاولت غربلة الأسماء لاختيار مرشح تسوية يكون مقبولا من الجميع. في هذا الإطار، كان مجيء مساعد وزير الخارجية ريتشارد مورفي إلى لبنان في أغسطس 1988. وكان الهدف من مهمة مورفي تأمين انتخاب رئيس جديد للجمهورية لإدارة الأزمة، دون المساس في أسس المعادلة الخارجية والإقليمية القائمة. لقد اختير من الأسماء التي كانت بحوزته، اسم واحد، بعد جلسة محادثات في دمشق استغرقت 13 ساعة، كما صرح مورفي في بيروت، للتعبير عن الجهد الذي وضعه للوصول إلى اتفاق. والإنجاز الذي اعتبر مورفي انه حققه هو إقناع الرئيس الأسد بعدم دعم ترشيح الرئيس الأسبق سليمان فرنجية.
في الواقع، إن ما اعتبره مورفي إنجازاً كان مناورة سورية ناجحة لحصر الاختيار في اسم واحد، هو النائب مخايل ضاهر الذي تدعمه سوريا. وهنا وقع اللبس في صفوف الفريق اللبناني الذي اعتقد أن واشنطن ستساهم في الإتيان بمرشح مقبول من الطرف المسيحي، أو على الأقل لا تحصر الاختيار في اسم واحد. لكن في لعبة شد الحبال بين بيروت ودمشق، وفي موضوع دقيق كالانتخابات الرئاسية تدخل فيها الاعتبارات السياسية الضيقة من حزبية وطائفية وشخصية، كان من الصعب التوفيق بين العناصر التالية: اكتراث واشنطن الهامشي بالوضع اللبناني، محاولة دمشق تقوية مواقعها في لبنان، مصالح أهل الحرب في إبقاء حالة الحرب، ومصالح المسترئسين. في النهاية، كانت واشنطن الطرف الوحيد الذي أراد فعلا انتخاب رئيس جديد للجمهورية تفادياً لحصول فراغ دستوري قد يزيد الوضع تأزماً، وبالتالي، يجبر واشنطن على إعادة فتح ملف الأزمة اللبنانية من جديد. وهذا الموقف عبر عنه مورفي أفضل تعبير عندما بشر اللبنانيين «بالفوضى» في حال عدم انتخاب رئيس للجمهورية.
ما من أحد أراد أن يفوت الفرصة، أي فرصة الفشل والضياع في الأيام القليلة التي
سبقت انتهاء المهلة الدستورية لإجراء الانتخابات الرئاسية. اجتماعات، قرارات، وتحركات على مختلف الأنواع والمستويات في بيروت ودمشق لاختيار الرئيس العتيد، إلى أن داهم الوقت الجميع، فعاد كل واحد إلى موقعه ولم يعد بالإمكان إلا التسليم بالأمر الواقع. وهذا ما حمل الرئيس الجميل على إصدار مرسوم في ربع الساعة الأخيرة من عهده يقضي بتعيين حكومة عسكرية برئاسة قائد الجيش العماد ميشال عون. ومع هذا الحدث، تطوى مرحلة 1982 - 1988 لتبدأ مرحلة جديدة في مسار الأزمة اللبنانية تختلف عن سابقاتها بأبعادها الداخلية والخارجية.

### مرحلة إنهاء الحرب
هذه المرحلة كادت تكون كسواها من مراحل سابقة لولا إعلان العماد ميشال عون حرب التحرير. أميركا فوجئت كما فوجئ غيرها بقرار التحرير. إدارة بوش الجديدة ورثت توجهات السياسة الخارجية الأميركية التي رسمتها إدارة ريغان. ففي الشرق الأوسط، ركزت واشنطن اهتمامها على النزاع العربي-الإسرائيلي الذي دخل مرحلة جديدة بعد إعلان الدولة الفلسطينية في 1988 واعتراف منظمة التحرير بإسرائيل، ووضعت لبنان في أسفل سلم أولوياتها. من هنا كان التباين في أسلوب التعاطي مع الوضع اللبناني بين العماد عون وواشنطن أمراً محتماً.
في الأسابيع الأولى من حرب التحرير، حاولت واشنطن تنفيس تحرك العماد عون من الداخل وفي مرحلة لاحقة، رحبت واشنطن بمساعي التهدئة الأمنية والسياسية التي رعتها الجامعة العربية من تونس إلى الكويت، وأخيرا إلى قمة الدار البيضاء. وكان الهدف من هذا الموقف تطويق الأزمة من الخارج بعد أن فشل تطويقها من الداخل. رفضت الإدارة الأميركية التدخل مباشرة في النزاع «لئلا تحرق أصابعها» من جديد في لبنان. وتجدر الإشارة إلى أن الرئيس بوش ووزير الخارجية بايكر رافقا عن كثب مرحلة الفشل الأميركي في لبنان (1982-1988) في إدارة ريغان. أما على صعيد التحرك الدولي، فموقف واشنطن لم يكن
أكثر إيجابية. في مرحلة أولى، لم تكن واشنطن متحمسة للتحرك الديبلوماسي الفرنسي، ولكن، بعد أن أخذت الأزمة حجماً أكبر إقليمياً، وحتى دولياً، سعت واشنطن إلى لجم التحرك الفرنسي.
لكن واقع الأمور على الأرض كان مختلفا، خصوصا وأن دمشق أصبحت في موقع سياسي صعب لم تعد تستطيع تجاوزه إلا بعملية عسكرية تضع حدا لحرب التحرير وتعيد خلط الأوراق من جديد. محاولة اختراق جبهة سوق الغرب، في صيف 1989، من قبل سوريا وحلفائها في لبنان كادت، لو نجحت، أن تكون نقطة التحول الرئيسية في الحرب. باءت المحاولة بالفشل، لكن المعركة السياسية ظلت مستمرة، لا بل اشتدت ضراوة بعد التناقض الكبير بين بيان اللجنة العربية الأول الذي رأى أن العقبة السياسية لحل الأزمة هو تباين في مفهوم السيادة بين اللجنة ودمشق، والبيان الثاني الذي تجاهل وجود عقبة سورية ودعا بالمقابل إلى برمجة الإصلاح بدل برمجة انسحاب القوات السورية من لبنان.
في هذه الأثناء، تدهورت العلاقات بشكل سريع بين العماد عون والإدارة الأميركية، وسجلت مواقف مبدئية من قبل الفريقين لم يعد من السهل التراجع عنها. ومما زاد الأمور تعقيداً تجييش الرأي العام ضد السياسة الأميركية، واعتقاد البعض أن باستطاعتهم إحداث تغيير جذري في السياسة الأميركية تجاه لبنان، بمحاصرة مبنى السفارة الأميركية والتهديد بالقيام بعمليات شبيهة بتلك التي حصلت في إيران. فكان هذا الذريعة الملائمة لرحيل طاقم السفارة من لبنان ولاستغلال هذا الحدث إعلامياً في وسائل الإعلام الأميركية.
يبقى التساؤل عن سبب مواقف واشنطن السلبية من حرب التحرير، خصوصاً بعد أن اضطرت لكشف أوراقها، وبوضوح هذه المرة. في الواقع أن واشنطن كانت تعارض أي تغيير قد يؤثر في المعادلة الإقليمية القائمة داخل لبنان منذ 1976، فكان بالحري محاولة تغيير هدفها بالوسائل العسكرية. التدخل الأميركي في 1982 شذ عن القاعدة لأن الاجتياح الإسرائيلي خلق معطيات إقليمية وداخلية لم تستطع واشنطن تجاهلها. أما حرب التحرير فتعاملت معها واشنطن بالأسلوب التقليدي لتطويقها من الداخل والخارج. هذا على الأقل من حيث أسلوب التعاطي مع الأزمة، ذلك أن عمق الموقف الأميركي يتجاوز الوضع اللبناني ليطال موقف واشنطن من الدور السوري في لبنان في هذه المرحلة من الأزمة اللبنانية. والسؤال المطروح هو: إلى أي مدى ترى واشنطن أن تحجيم الوجود السوري في لبنان يتلاقى مع إستراتيجية التحرك الأميركي في المنطقة؟
لم تؤيد واشنطن فتح ملف الوجود السوري في لبنان لا بوسيلة الحرب التي اتبعها العماد عون ولا بأي وسيلة أخرى. فواشنطن غير مستعدة لأن تمارس الضغط على سوريا لإخراجها من لبنان وذلك للاعتبارات التالية: أولا، عدم وجود مصالح أميركية حيوية في لبنان تسعى واشنطن إلى الدفاع عنها أو إلى حمايتها. أما مسألة الرهائن الأميركيين الذي ارتبط بالمحور السوري-الإيراني في لبنان، فكان تأثيرها محدوداً على الخطوط الكبرى للسياسة الخارجية الأميركية في الشرق الأوسط. فإن هذا لن يغير كثيراً من ثوابت السياسة الأميركية تجاه لبنان. ثانياً، الاعتقاد السائد في واشنطن بأن لبنان قضية معقدة وغير قابلة للحلول السريعة. فمهما حاولت واشنطن التدخل لإنهاء الأزمة، فالانقسامات الداخلية وحدها كفيلة بتفشيل أي محاولة إنقاذية. وأخيراً مشكلة سد الفراغ الأمني في لبنان بعد انسحاب القوات السورية دون تنسيق مسبق مع الدولة اللبنانية قد تعيد فتح الملف الإقليمي للأزمة اللبنانية في أبعاده الثلاثة: العربي والفلسطيني والإسرائيلي. لذلك، فإن محاولة قلب الطاولة على سوريا في لبنان قد تنعكس سلباً على استقرار النظام السوري، وبالتالي، على الاستقرار السياسي في المنطقة، في ظل غياب البدائل المقبولة من جميع الأطراف. ومن قبيل المفارقات التلاقي السوفياتي- الأميركي على دور سوريا «الإيجابي» في لبنان أو، بتعبير أوضح، على معارضة أي تحرك قد يبدل المعادلة القائمة على الأرض والمدعومة من سوريا، والتي تخدم مصالح كلا الفريقين بطريقة أو بأخرى.
السياسة الأميركية في أواخر الثمانينات هدفت إلى تحقيق أمرين: أولا، إزاحة العماد عون من السلطة سواء بالوسائل السياسية أو بعملية عسكرية. وثانيا، إيجاد مخرج سياسي لإنهاء حالة الحرب. البوادر الأولى لتلك السياسة برزت من خلال محاولة اختراق عسكرية
للمنطقة التي كان يسيطر عليها العماد عون في أغسطس 1989. فشلت المحاولة، إلا أن الضغط العسكري تزايد، إلى أن تم الإعلان عن وقف العمليات العسكرية في سبتمبر 1989 اثر إعلان ممثل اللجنة العربية الثلاثية الأخضر الإبراهيمي خطة لإنهاء النزاع من سبع نقاط. ومن بنود تلك الخطة الدعوة إلى عقد اجتماع للنواب اللبنانيين في مدينة الطائف السعودية.
اجتماعات النواب في الطائف، برعاية سعودية وبدعم أميركي مباشر، نتج عنها الإعلان عن «وثيقة الوفاق الوطني»، والتي عرفت فيما بعد باتفاق الطائف. هذا الاتفاق أيده فريق من اللبنانيين وعارضه فريق آخر. ابرز المعارضين كان العماد عون المدعوم من رأي عام معارض لاتفاق الطائف في «المنطقة الشرقية». هكذا انقسمت مؤسسات الدولة (حكومة في «الغربية» برئاسة الدكتور سليم الحص وأخرى في «الشرقية» برئاسة العماد عون). إلا أن الانقسام الأعمق والأكثر تأثيراً على مجرى الأحداث كان في المنطقة الشرقية بين القوتين العسكريتين الأساسيتين: وحدات من الجيش اللبناني بقيادة عون وميليشيا القوات اللبنانية بقيادة سمير جعجع. ولقد أدى هذا الانقسام إلى معارك دامية أنهكت الطرفين: عون المعارض لاتفاق الطائف وجعجع المؤيد لاتفاق الطائف والمدعوم من واشنطن.
استمرت الأوضاع على حالها خلال بضعة أشهر إلى أن تم حسمها عسكريا في 13 أكتوبر 1990 في عملية عسكرية واسعة لوحدات الجيش اللبناني مدعومة من الجيش السوري أطاحت بعون وأنهت حالة «التمرد». وهذه العملية العسكرية لاقت الدعم السياسي الأميركي والغطاء الديبلوماسي والإعلام المطلوب، كما أنها أدت إلى إزاحة «الخطوط الحمر» الفاصلة بين سوريا وإسرائيل سنة 1976.
على المستوى السياسي، تم إقرار بنود اتفاق الطائف في المجلس النيابي وانتخب النائب رينيه معوض رئيسا للجمهورية واغتيل بعد أيام قليلة على انتخابه. وبعد يومين تم انتخاب الرئيس الياس الهراوي. وفي أيلول 1990 أقر المجلس النيابي التعديلات الدستورية على أساس اتفاق الطائف.

### مرحلة ما بعد الحرب
في مرحلة ما بعد الحرب، الخطوط الكبرى للسياسة الأميركية تمحورت حول الآتي:
1- دعم اسمي لسيادة لبنان ووحدة أراضيه.
2- اعتراض مبدئي على الانتهاكات في تنفيذ اتفاق الطائف في شقيه الداخلي (الإصلاحي) والخارجي (إعادة تمركز الجيش السوري في لبنان في صيف 1992).
3- دعم لسياسة الإعمار التي اتبعها رئيس الحكومة السابق رفيق الحريري ورفع الحظر على سفر الأميركيين إلى لبنان في 1998.
4- سياسة احتواء للتصعيد العسكري في الجنوب اللبناني بالوسائل السياسية والديبلوماسية.
5- عدم إعطاء أهمية للمسار اللبناني-الإسرائيلي في مفاوضات السلام ومقاربة الملف اللبناني من المنظار الإقليمي، لا سيما السوري-الإسرائيلي.
6- دعم موقف الحكومة الإسرائيلية المنادي بالانسحاب من الجنوب على أساس قرار مجلس الأمن 425 لكن بعد الاتفاق على إجراءات أمنية مع الحكومة اللبنانية.
7- الإبقاء على الأوضاع القائمة في لبنان بتوازناتها الداخلية والخارجية والتحرك فقط في حال التصعيد العسكري لاحتواء النزاع العسكري في الجنوب.